# Eleonora Constantinov
Eleonora Constantinov (n. 5 noiembrie 1940, Chișinău, URSS) este o regizoare de teatru din Republica Moldova.
S-a născut în familia actorilor Ecaterina Cazimirov și Constantin Constantinov. A studiat la școala specială de muzică „E. Coca” din Chișinău, după care a absolvit în 1964 Conservatorul „G. Musicescu” (actualmente Academia de Muzică, Teatru și Arte Plastice), în clasa dirijat coral. De asemenea, a studiat la Conservatorul „N. A. Rimski-Korsakov” din Leningrad⁠(d) în anii 1966-1971, la specialitatea regie teatru muzical.
Din 1970/1971 și până în prezent, Eleonora Constantinov regizează piese la Teatrul Național de Operă și Balet „Maria Bieșu” din Chișinău. Tot atunci își începe activitatea pedagogică la Academia de Muzică, Teatru și Arte Plastice, la catedra Canto academic, predând disciplina Măiestrie de operă. Printre cele peste 40 de spectacole montate de ea se numără:
- Nunta lui Figaro de Wolfgang Amadeus Mozart
- Evgheni Oneghin, Iolanta de Piotr Ilici Ceaikovski
- Traviata, Nabucco de Giuseppe Verdi
- Cneazul Igor de A. Borodin
- Zorii sunt liniștiți de K. Molceanov
- Cavalleria rusticana de Pietro Mascagni
- Alexandru Lăpușneanu de Gh. Mustea
- Glira de G. Neaga
- Vocea umană de F. Poulenc
- Logodna la mănăstire de  S. Prokofiev
- Marchitana de S. Kortez
- Karlson și piciul de A. Gherșfeld

Eleonora a fost laureată a Concursului de Artă Teatrală „Florar-88”. De asemenea, a devenit Maestru Emerit al Artei din RSSM în 1984/1985 și a primit Premiul de Stat al RSSM în 1989. În Moldova independentă, i-a fost conferit Ordinul Gloria Muncii în 2000 și titlul de Artist al Poporului în 2011.
A fost căsătorită, apoi divorțată; este mama a doi fii. Fostul soț a emigrat în Germania.